# Aricoris erostratus
Aricoris erostratus is een vlindersoort uit de familie van de prachtvlinders (Riodinidae), onderfamilie Riodininae.
Aricoris erostratus werd in 1851 beschreven door Westwood.